# نهائي كأس أوكرانيا 2009
نهائي كأس أوكرانيا 2009 هي المباراة النهائية من منافسة كأس أوكرانيا 2008–09، أقيمت المباراة في 31 مايو 2009، في دنيبرو أرينا، بين فريقي نادي فورسكلا بولتافا، ونادي شاختار دونيتسك، وفاز فيها نادي فورسكلا بولتافا، بعد أن هزم نادي شاختار دونيتسك، بنتيجة 1 - 0، وحضر المباراة 25700 شخصاً.

## تفاصيل المباراة
لعبت المباراة النهائية في 31 مايو 2009.
| نادي فورسكلا بولتافا | 1 -0 | نادي شاختار دونيتسك |
| -------------------- | ---- | ------------------- |
|                      |      |                     |